# NGC 987
NGC 987 is een balkspiraalstelsel in het sterrenbeeld Driehoek. Het hemelobject werd op 12 september 1784 ontdekt door de Duits-Britse astronoom William Herschel.

## Synoniemen
- PGC 9911
- UGC 2093
- MCG 5-7-21
- MK 1180
- ZWG 505.23
- IRAS02338+3306